# Nemzeti konzervativizmus
A nemzeti konzervativizmus politikai ideológia, a konzervativizmus egyik válfaja. A nemzeti konzervatív politikai irányzatok és pártok a demokratikus jobboldal részei. Rendszerint az erős nemzetállam hívei, támogatják a nemzeti-kulturális identitás tükröződését az állam tevékenységében. A nemzeti konzervatív erők tipikusan bevándorlásellenesek (de legalábbis a szigorú bevándorláspolitika hívei) és Európában szkeptikusak az Európai Unióval szemben.
A nemzeti konzervatív pártokat megkülönböztetjük a szélsőjobboldali pártoktól, amelyek a nemzeti konzervatív ideológiához képest még nagyobb hangsúlyt fektetnek a kollektív nemzeti identitásra és ennek az államhatalomban játszott kulcsszerepére, miközben hajlanak az idegengyűlöletre és az antiszemitizmusra.

## Nemzeti konzervatív politikai pártok
A magyarországi parlamenti pártok közül a nemzeti konzervatív ideológia irányelveit a Fidesz képviseli.